# 急腹症
急腹症指的是人的腹部突然產生剧烈的疼痛。當急腹症發作時有可能危及生命，所以此種情況算是一种医疗紧急情况，病人需要盡快前往醫院治療。腹腔内脏器疾病和腹腔外脏器疾病都有可能引發急腹症。